# لودون
لودون (بالإنجليزية: Loudon, Tennessee)‏ هي مدينة تقع بولاية تينيسي في وسط شرق الولايات المتحدة. تأسست عام 1790s، تبلغ مساحة هذه المدينة 25 (كم²)، وترتفع عن سطح البحر 255 م، بلغ عدد سكانها 5381 نسمة في عام 2010 حسب إحصاء مكتب تعداد الولايات المتحدة وتصل الكثافة السكانية فيها 185.4 نسمة/كم2.

## التركيبة السكانية
حدّد مكتب تعداد الولايات المتحدة بيانات التركيبة السكانية للودون في تعداد الولايات المتحدة. في ما يلي، التركيبة السكانية حسب تعدادي 2000 و2010.

### تعداد عام 2000
بلغ عدد سكان لودون 4,476 نسمة بحسب تعداد عام 2000، وبلغ عدد الأسر 1,858 أسرة وعدد العائلات 1,202 عائلة مقيمة في البلدة. في حين سجلت الكثافة السكانية 132.4 نسمة لكل كيلومتر مربع (342.9/ميل2). وبلغ عدد الوحدات السكنية 2,007 وحدة بمتوسط كثافة قدره 59.4 لكل كيلومتر مربع (153.8/ميل2).
وتوزع التركيب العرقي للبلدة بنسبة 92.98% من البيض و3.22% من الأمريكيين الأفارقة و0.31% من الأمريكيين الأصليين و0.38% من الأمريكيين ذوي الأصول الآسيوية و2.03% من الأعراق الأخرى و1.07% من عرقين مختلطين أو أكثر و3.24% من الهسبانيون أو اللاتينيون من أي عرق.
بلغ عدد الأسر 1,858 أسرة كانت نسبة 30% منها لديها أطفال تحت سن الثامنة عشر تعيش معهم، وبلغت نسبة الأزواج القاطنين مع بعضهم البعض 49% من أصل المجموع الكلي للأسر، ونسبة 12.3% من الأسر كان لديها معيلات من الإناث دون وجود شريك، بينما كانت نسبة 3.4% من الأسر لديها معيلون من الذكور دون وجود شريكة وكانت نسبة 35.3% من غير العائلات. تألفت نسبة 31.3% من أصل جميع الأسر من عدة أفراد يعيشون في نفس المنزل ونسبة 16.3% كانت تتألف من شخص يعيش بمفرده يبلغ من العمر 65 عاماً أو أكثر. وبلغ متوسط حجم الأسرة المعيشية 2.29، أما متوسط حجم العائلات فبلغ 2.85.
بلغ العمر الوسطي للسكان 41.6 عاماً. وكانت نسبة 21.3% من القاطنين تحت سن الثامنة عشر، وكانت نسبة 7.6% بين الثامنة عشر والرابعة والعشرين عاماً، ونسبة 26.2% كانت واقعةً في الفئة العمرية ما بين الخامسة والعشرين والرابعة والأربعين عاماً، ونسبة 22.1% كانت ما بين الخامسة والأربعين والرابعة والستين، ونسبة 17.8% كانت ضمن فئة الخامسة والستين عاماً فما فوق. يوجد لكل 100 أنثى 88.4 ذكر، ويوجد لكل 100 أنثى في الثامنة عشر من عمرها فما فوق 84.7 ذكر.
بلغ متوسط دخل الأسرة في البلدة 30,108 دولارًا، أما متوسط دخل العائلة فبلغ 39,410 دولارًا. وكان متوسط دخل الذكور 31,229 دولارًا مقابل 20,611 دولارًا للإناث. وسجل دخل الفرد الخاص بالبلدة 16,501 دولارًا. وكانت نسبة 10.7% من العائلات ونسبة 17.1% من السكان تحت خط الفقر، وكان من هؤلاء نسبة 24.4% تحت سن الثامنة عشر ونسبة 15.3% في الخامسة والستين من العمر وما فوق.

### تعداد عام 2010
بلغ عدد سكان لودون 5,381 نسمة بحسب تعداد عام 2010، وبلغ عدد الأسر 2,142 أسرة وعدد العائلات 1,309 عائلة مقيمة في البلدة. في حين سجلت الكثافة السكانية 159.2 نسمة لكل كيلومتر مربع (412.3/ميل2). وبلغ عدد الوحدات السكنية 2,426 وحدة بمتوسط كثافة قدره 71.8 لكل كيلومتر مربع (186.0/ميل2).
وتوزع التركيب العرقي للبلدة بنسبة 83.16% من البيض و2.94% من الأمريكيين الأفارقة و0.22% من الأمريكيين الأصليين و1.17% من الأمريكيين ذوي الأصول الآسيوية و0.11% من سكان جزر المحيط الهادئ و10.93% من الأعراق الأخرى و1.47% من عرقين مختلطين أو أكثر و16.09% من الهسبانيون أو اللاتينيون من أي عرق.
بلغ عدد الأسر 2,142 أسرة كانت نسبة 31.2% منها لديها أطفال تحت سن الثامنة عشر تعيش معهم، وبلغت نسبة الأزواج القاطنين مع بعضهم البعض 44.7% من أصل المجموع الكلي للأسر، ونسبة 11.1% من الأسر كان لديها معيلات من الإناث دون وجود شريك، بينما كانت نسبة 5.3% من الأسر لديها معيلون من الذكور دون وجود شريكة وكانت نسبة 38.9% من غير العائلات. تألفت نسبة 34.3% من أصل جميع الأسر من عدة أفراد يعيشون في نفس المنزل ونسبة 17.8% كانت تتألف من شخص يعيش بمفرده يبلغ من العمر 65 عاماً أو أكثر. وبلغ متوسط حجم الأسرة المعيشية 2.41، أما متوسط حجم العائلات فبلغ 3.12.
بلغ العمر الوسطي للسكان 41.4 عاماً. وكانت نسبة 23.6% من القاطنين تحت سن الثامنة عشر، وكانت نسبة 8.3% بين الثامنة عشر والرابعة والعشرين عاماً، ونسبة 23% كانت واقعةً في الفئة العمرية ما بين الخامسة والعشرين والرابعة والأربعين عاماً، ونسبة 25.6% كانت ما بين الخامسة والأربعين والرابعة والستين، ونسبة 19.6% كانت ضمن فئة الخامسة والستين عاماً فما فوق. وتوزع التركيب الجنسي للسكان بنسبة 46.7% ذكور و53.3% إناث.

## أعلام
- ديك ديفيس
- بروس ويلكيرسون

## وصلات خارجية
- The US50 - Cities and Towns in Tennessee State